# Le Drennec
Le Drennec é uma comuna francesa na região administrativa da Bretanha, no departamento Finisterra. Estende-se por uma área de 9,52 km². Em 2010 a comuna tinha 1 890 habitantes (densidade: 198,5 hab./km²).